# Diphasiastrum alpinum
Lycopode des Alpes
Espèce
Synonymes
Lycopodium alpinum L., 1753
Le Lycopode des Alpes (Diphasiastrum alpinum ou Lycopodium alpinum) est une espèce de plantes de la famille des Lycopodiaceae.

### Sous le nomDiphasiastrum alpinum
- (en) Flora of North America : Diphasiastrum alpinum
- (fr) INPN : Diphasiastrum alpinum  (L.) Holub, 1975 (TAXREF)  (consulté le 15 juillet 2014)
- (fr) Tela Botanica (France métro) : Diphasiastrum alpinum  (L.) Holub, 1975
- (en) NCBI : Diphasiastrum alpinum (taxons inclus)

### Sous le nomLycopodium alpinum
- (en) Catalogue of Life : Lycopodium alpinum L.
- (fr) Tela Botanica (France métro) : Lycopodium alpinum